# Johan Anders Wennberg
Johan Anders Wennberg, född 5 januari 1756, död 17 oktober 1819, var en svensk sjukhustjänsteman.
Wennberg blev stadsnotarie i Stockholm 1780 samt sekreterare vid Timmermansordens hospital. Han var en amatörmusiker som spelade både violin och viola och var medlem av Utile Dulci samt blev invald som ledamot nummer 120 i Kungliga Musikaliska Akademien den 18 april 1788. Han blev även ämnessven i Kungliga Vetenskapsakademien 1777. Wennberg var son till ledamot nummer 101 Eric Samuel Wennberg och bror till ledamot nummer 113 Samuel Wennberg.